# إيواناي
إيواناي هي بلدية في اليابان، وبلدة في اليابان، تقع في Shiribeshi Subprefecture ‏، بلغ عدد سكانها 12,673 نسمة وذلك حسب إحصائيات سنة 2018.

## توأمة
لإيواناي اتفاقيات توأمة مع كل من:
- جويتسو (22 أكتوبر 1995 - )
- فوكورا (20 يوليو 2000 - )